# Глебов, Иван Фёдорович (педагог)
Иван Фёдорович Глебов (?—1867) — русский педагог.

## Биография
Сын причетника Рязанской губернии. Окончил в 1851 году историко-филологический факультет Московского университета со степенью кандидата. Преподавал русский язык в Московских гимназиях: второй (1851—1858), первой (1859—1860) и в реальном отделении третьей (1860—1864).
Как преподаватель, отличался современным взглядом на свой предмет и умением оценивать писателей кратко, наглядно и понятно для учащихся.
В 1864 году был назначен инспектором Костромской гимназии, но вскоре по расстроенному здоровью вышел в отставку и, психически больной, скончался в Москве 14 (26) июля 1867 года (надворный советник) и был похоронен на кладбище Донского монастыря.

## Публикации
Написал в сотрудничестве с Д. Ивановым Историю Московской практической академии коммерческих наук (М., 1860). Кроме того, им написан ряд педагогических и критических статей:
в журнале «Воспитание»
- Критическая статья о составленном графом Путятиным проекте преобразования морских учебных заведений (1861. — № 5)
- отзыв об «Учебной теории словесности» И. Минина (1861. — № 8)
- отзыв об «Истории русской литературы» П. Петраченка (1861. — № 12)
- «Новый взгляд на народное образование» (1862. — № 4)
- Третья реальная московская гимназия с 1839 по 1862 г. (1862. — №№ 10 и 11; также отдельно: Москва : тип. Грачева и К⁰, ценз. 1862. — 69 с.)
- О программах по русскому языку и словесности для желающих поступить в студенты Московского университета (1863. — № 4)
- Новая программа русского языка и словесности для желающих поступить в студенты Московского университета (1863. — № 7)

в газете «Московские ведомости»
- «Общество любителей коммерческих знаний» (1862. — №№ 29, 36, 39)
- Новый проект устава общеобразовательных учебных заведений Министерства народного просвещения (1862. — №№ 60, 61)
- Михаил Александрович Носков. Биографический очерк (1862. — №№ 141, 142 и 144 и отдельно)
- О приемных экзаменах в университет. В ответ на некоторые из «Замечаний» Совета Московского университета на новый «проект» устава (1862. — № 203)

в «Современной летописи» «Русского вестника»
- О несостоятельности прогимназий и гимназий, по проекту устава общеобразовательных учебных заведений Министерства народного просвещения (1862. — № 29).